# Älplermagronen

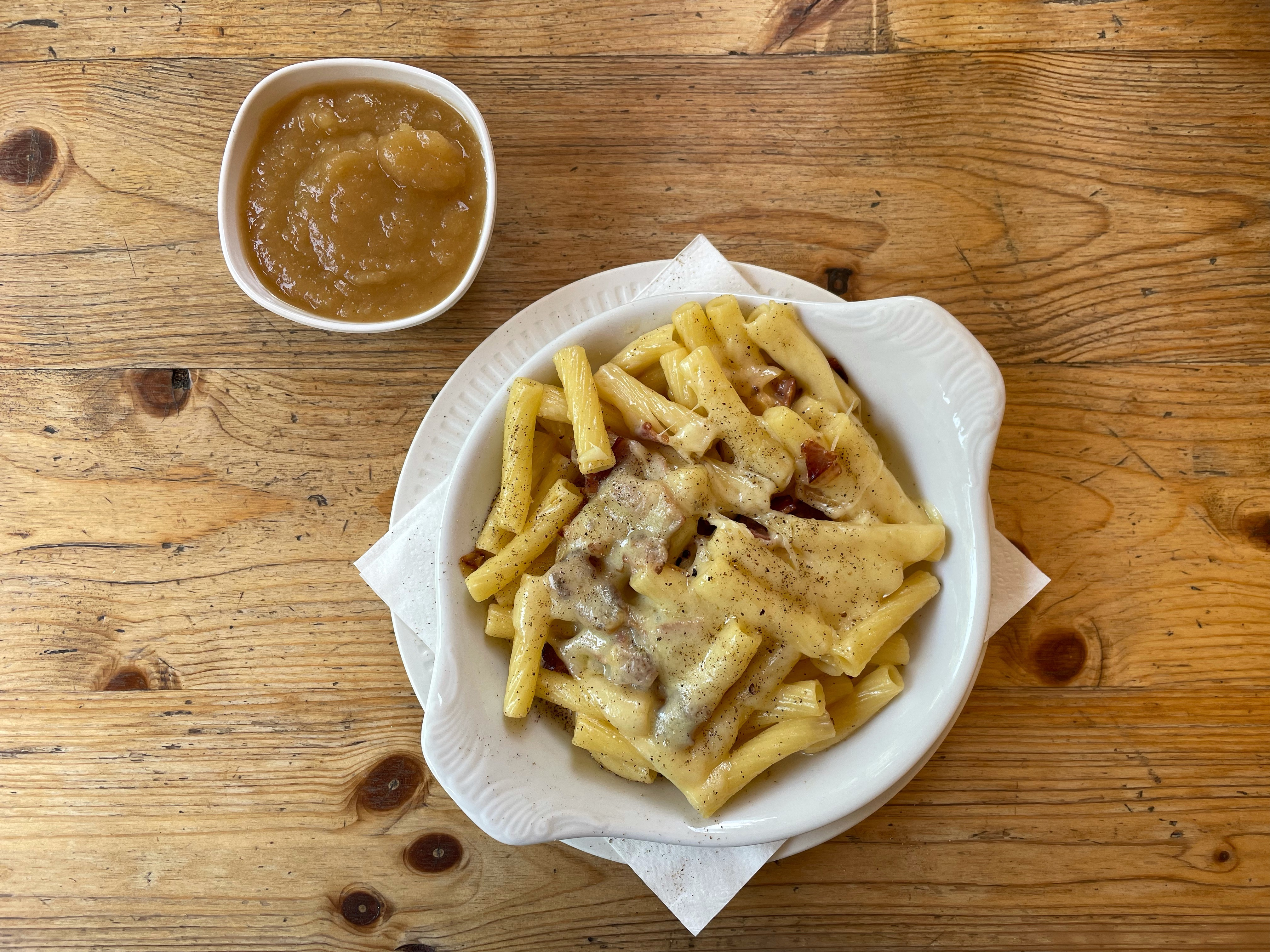
Älplermagronen mit Apfelkompott als Beilage

Älplermagronen (auch Älplermakkaronen, rätoromanisch macaruns d’alp) ist ein Gericht aus dem schweizerischen Alpengebiet, bestehend aus Teigwaren, Kartoffeln, Rahm, Käse und Zwiebeln. Der Name setzt sich zusammen aus „Älpler“ als Bezeichnung für Sennen auf den Alpen und „Magronen“, was als Lehnwort vom italienischen Wort maccheroni übernommen wurde.

## Geschichte
Älplermagronen werden heute als traditionelles Schweizer Sennengericht angesehen. Tatsächlich kamen Teigwaren allerdings erst in die Zentralalpen, als der Gotthardtunnel gebaut wurde und die italienischen Arbeiter ihre gewohnte Pasta mitbrachten, die sich bald einbürgerte. In der Schweiz wurden die Teigwaren unter Zugabe von einheimischen Eiern hergestellt. Das neue Nahrungsmittel wurde besonders bei den Sennen schnell beliebt, da es haltbar war und im Verhältnis zum Nährwert sehr leichtgewichtig – beides unschätzbare Vorteile in einer Zeit, als sämtliche Nahrungsmittel ausser Milch und Käse noch mit dem Räf auf die Alp transportiert werden mussten. Die «Magronen» wurden mit billigen einheimischen Kartoffeln gestreckt, mit Zwiebeln gewürzt und ergaben mit Rahm und Käse ein deftiges Gericht, das im Kessel über dem offenen Feuer einfach zuzubereiten war und auch bei der schweren Arbeit auf der Alp gut sättigte.

## Herstellung

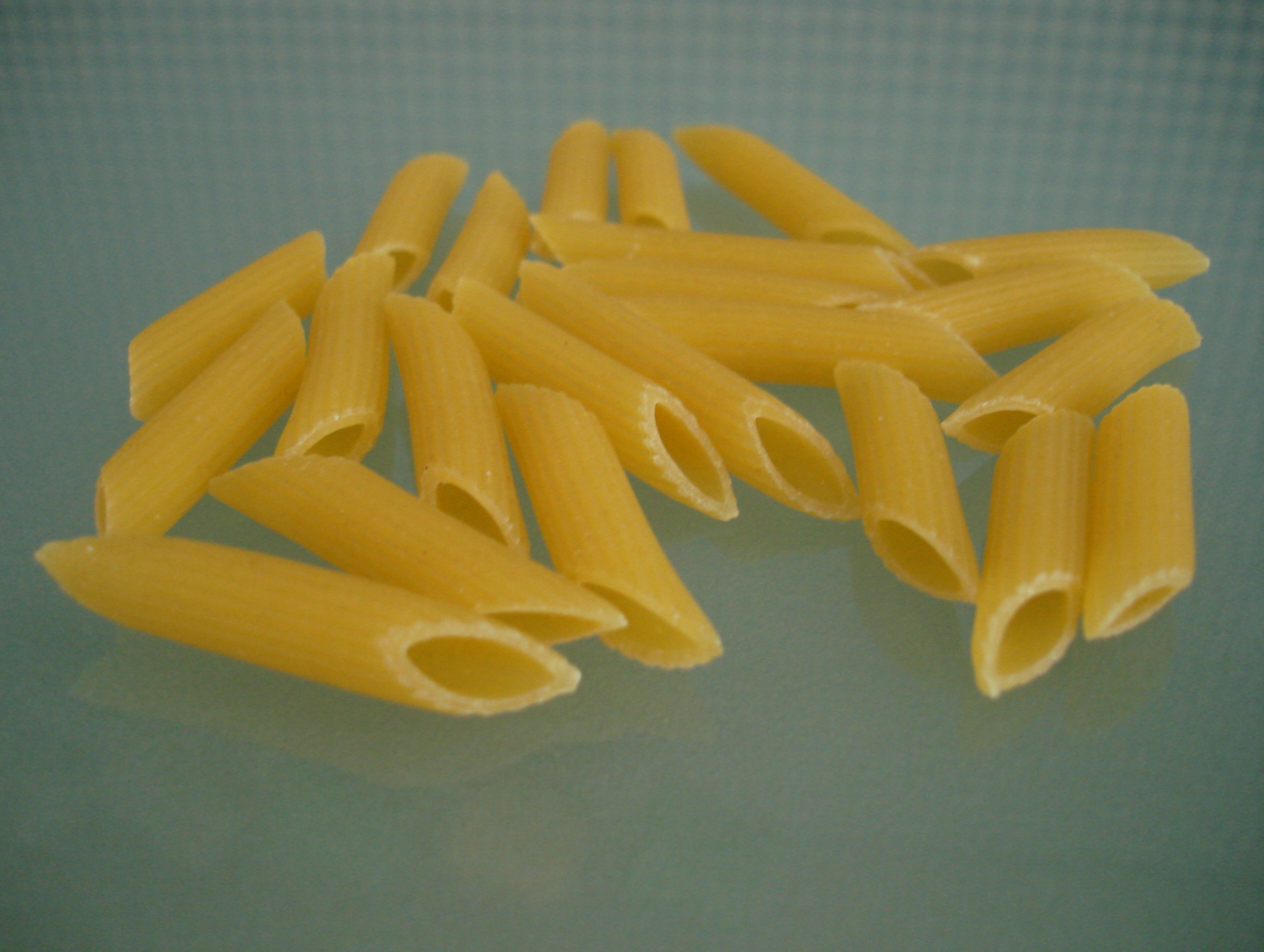
Penne

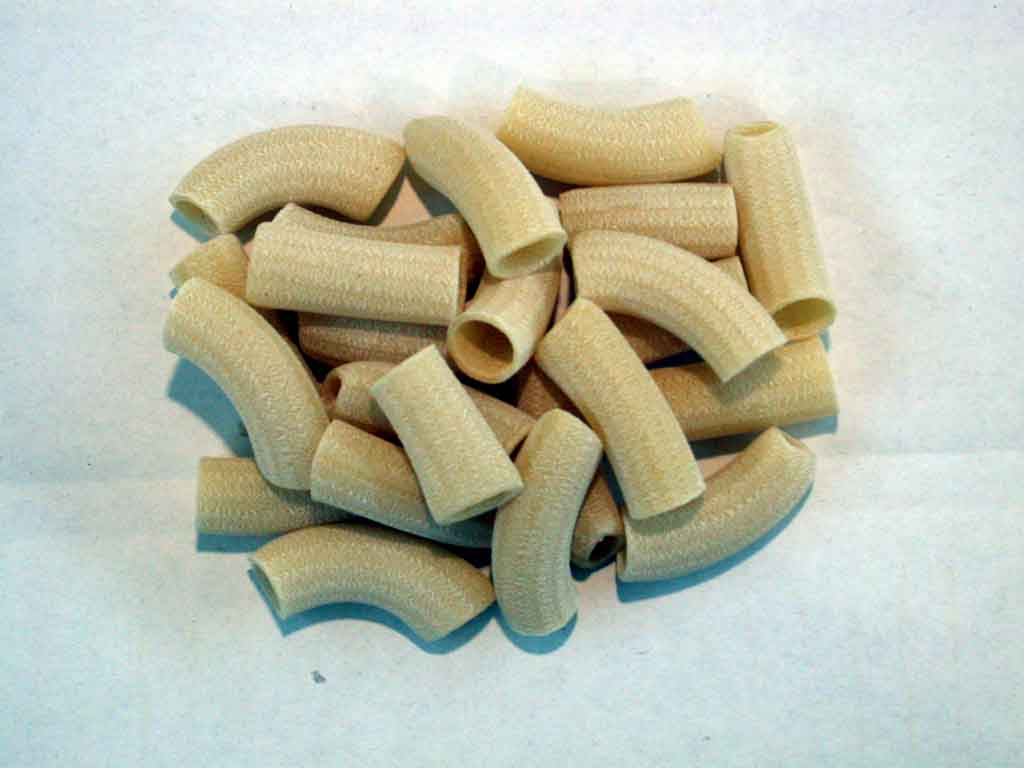
Maccheroni

Älplermagronen werden bis heute aus Eierteigwaren hergestellt, vorzugsweise aus kurzen dicken Formen, wie z. B. Penne, Ziti oder Makkaroni. Die Teigwaren werden zusammen mit gewürfelten Kartoffeln gekocht, wobei Teigwaren und Kartoffeln unter Berücksichtigung der unterschiedlichen Kochzeit nacheinander in den Topf gegeben werden. Die Flüssigkeitsmenge wird so bemessen, dass sie aufgesogen ist, wenn Kartoffeln und Teigwaren weich sind. Anschliessend wird Rahm beigefügt und grob geraffelter Käse daruntergezogen und man lässt die Mischung einige Minuten ziehen, bis der Käse geschmolzen ist. Das fertige Gericht wird mit gerösteten Zwiebeln bestreut, die traditionelle Beilage dazu ist Apfelmus.
Das Gericht weist regionale Abwandlungen auf: In einigen Gegenden werden Schinkenstreifen, geröstete Speckwürfel oder Cervelat dazugefügt, im Kanton Uri werden die Kartoffeln weggelassen. In Obwalden gibt es die Älplermagronen auch als sogenannte Hindersi-Magronen.

## Verbreitung
Als einfach zu kochendes und gut sättigendes Gericht stehen Älplermagronen in Pfadfinderkreisen und im Schweizer Militär auf dem Speiseplan. Älplermagronen werden auch in Berghütten und in Restaurants mit Hausmannskost serviert. Da sie heute auch als Fertiggericht im Gastronomiegrosshandel zu haben sind, sind sie teilweise nicht mehr hausgemacht.